# Discografia formației Girls Aloud
Discografia grupului muzical Girls Aloud se compune din douăzeci de discuri single, opt albume (dintre care cinci de studio, o compilație și două albume de remixuri) și șase albume video.
Girls Aloud s-a format în anul 2002 în urma concursului Popstars: The Rivals. Telespectatorii acestei emisiuni le-au votat pe Cheryl Cole (inițial Tweedy), Nicola Roberts, Nadine Coyle, Sarah Harding și Kimberley Walsh pentru a face parte din formație. După o lună de zile, formația a câștigat concursul și a lansat discul single de debut, „Sound Of The Underground”, care a obținut primul loc în Irlanda și Regatul Unit. Albumul de debut, intitulat Sound Of The Underground a fost lansat pe data de 26 mai 2003 și a obținut discul de platină în Regatul Unit. De pe material au mai fost extrase trei discuri single: „No Good Advice”, lansat atât în format CD cât și DVD în mai 2003, „Life Got Cold” și „Jump”, o preluare a cântecului „Jump (for My Love)” al formației The Pointer Sisters, folosit și în coloana sonoră a filmului Love Actually. Cel de-al doilea material discografic de studio, What Will The Neighbours Say? a înregistrat vânzări de peste 500.000 de exemplare în Regatul Unit. De pe album au fost extrase patru discuri single: „The Show”, „Love Machine”, „I'll Stand By You”, și „Wake Me Up”, toate obținând clasări de top 10 în Irlanda și Regatul Unit. Chemistry, cel de-al treilea album, a fost lansat la finele anului 2005 și a devenit cel mai slab clasat album de studio al formației. În anul 2006, o compilație, The Sound of Girls Aloud, a debutat direct pe locul 1 în UK Albums Chart și a oferit discurile single „Something Kinda Ooooh” și „I Think We're Alone Now”. În martie 2006 a colaborat cu Sugababes la melodia „Walk This Way”, o înregistrare caritabilă destinată fundației Comic Relief.
Grupul a mai lansat două albume de studio, Tangled Up (2007) și Out Of Control (2008) în paralel cu două materiale alternative, Mixed Up (album de remixuri) și Girls A Live (album cu interpretări live). Primul disc a obținut locul 4 în UK Albums Chart iar cel de-al doilea s-a poziționat în fruntea aceluiași top un an mai târziu, în 2008. De pe Out of Control face parte și cel de-al patrulea single ce ocupă locul 1 în Regatul Unit al formației, „The Promise”. Al nouăsprezecelea single, „The Promise”, a fost lansat în octombrie 2008, și a intrat în topul britanic pe primul loc și în Topul Irish Singles pecel de-al doilea. A fost extras de pe cel de-al cincilea album de studio, Out of Control, lansat pe data de 31 octombrie 2008 în Irlanda și 2 noiembrie în UK. Un alt single, „The Loving Kind”, a fost lansat pe 12 ianuarie 2009 în Marea Britanie, clasându-se pe locul al zecelea și devenind al douăzecea melodie consecutiv care se clasează în top 10 single-uri, recordul fiind stricat de „Untouchable”, care a prins doar locul al unsprezecelea, fiind primul single care a ratat Top 10.
În 2012, UK Charts Company a menționat că grupul a vândut peste 4,3 milioane de discuri single și patru milioane de albume în Marea Britanie. În martie 2013, după Ten: The Hits Tour, a fost anunțată destrămarea formației.

## Albume
| 2003 | Sound Of The Underground - Primul album de studio - Lansat pe data de 26 mai 2003 - Casă de discuri: Fascination - Formate: Compact disc, descărcare digitală                                                                     | 2  | 6  | 53 | —  | —  | - Regatul Unit: +368.000                        |
| 2004 | What Will The Neighbours Say? - Cel de-al doilea album de studio - Lansat pe data de 29 noiembrie 2004 - Casă de discuri: Polydor - Formate: Compact disc, descărcare digitală                                                    | 6  | 12 | —  | 88 | —  | - Irlanda: +30.000; - Regatul Unit: +599.000;   |
| 2005 | Chemistry - Cel de-al treilea album de studio - Lansat pe data de 5 decembrie 2005 - Casă de discuri: Polydor - Formate: Compact disc, descărcare digitală                                                                        | 11 | 31 | NL | NL | —  | - Irlanda: +15.000; - Regatul Unit: +390.000;   |
| 2007 | Tangled Up - Cel de-al patrulea album de studio - Lansat pe data de 19 noiembrie 2007 - Casă de discuri: Fascination - Formate: Compact disc, descărcare digitală                                                                 | 4  | 25 | NL | NL | 45 | - Irlanda: +7.500; - Regatul Unit: +505.000;    |
| 2008 | Out of Control - Cel de-al cincilea album de studio - Lansat pe data de 3 noiembrie 2008 - Casă de discuri: Fascination - Formate: Compact disc, descărcare digitală                                                              | 1  | 7  | NL | NL | 10 | - Irlanda: +30.000; - Regatul Unit: +796.000;   |
| Alte albume | |    |    |    |    |    |                                                 |
| 2006 | The Sound Of Girls Aloud - Primul album de compilații - Lansat pe data de 30 octombrie 2006 - Casă de discuri: Fascination - Formate: Compact disc, descărcare digitală Certificări - UK: 3× Platină - IRL: Platină - EU: Platină | 1  | 9  | NL | NL | 17 | - Irlanda: +15.000; - Regatul Unit: +1.200.000; |
| 2007 | Mixed Up[B] - Primul album de remixuri - Lansat pe data de 19 noiembrie 2007 - Casă de discuri: Fascination - Formate: Compact disc, descărcare digitală                                                                          | 56 | NL | NL | NL | —  | - Regatul Unit: +11.000;                        |
| 2008 | Girls A Live[C] - Al doilea album de remixuri - Lansat pe data de 3 noiembrie 2008 - Casă de discuri: Fascination - Formate: Compact disc, descărcare digitală                                                                    | 29 | NL | NL | NL | —  |                                                 |
| 2009 | Out Of Control: Live from the O2 - Album live - Lansat pe data de 5 octombrie 2009 - Casă de discuri: Fascination - Format: Compact disc                                                                                          | —  | NL | NL | NL | —  |                                                 |
| 2009 | Singles Box Set - Compilație - Lansat pe data de 22 iulie 2009 - Casă de discuri: Fascination - Format: Box set | —  | NL | NL | NL | —  |                                                 |
| 2012 | Ten - Al doilea album de compilații - Lansat pe data de 26 noiembrie 2012 - Casă de discuri: Fascination - Formate: Compact disc, descărcare digitală                                                                             | 9  | 17 | NL | NL | —  | - Regatul Unit: 156.000                         |
| „—” indică faptul că albumul a fost lansat dar nu a intrat în clasamente. „NL” indică faptul că albumul nu a fost lansat în regiunea respectivă. | |    |    |    |    |    |                                                 |

Note
- A ^ Vânzările înregistrate de albume în Irlanda sunt susținute de certificările primite (disc de aur — +7.500 exemplare vândute, disc de platină — +30.000 de exemplare vândute).[24]
- B ^ Albumul Mixed Up a fost lansat în paralel cu materialul Tangled Up pe data de 19 noiembrie 2007, însă a fost distribuit exclusiv prin lanțul de magazine Woolworth.[25]
- C ^ Albumul Girls A Live a fost lansat în paralel cu materialul Out of Control pe data de 3 noiembrie 2008, însă a fost distribuit exclusiv prin lanțul de magazine Woolworth.[26]
- D ^ Chiar dacă Girls Aloud nu a fost niciodată lansat pe piață sub formă de album, unele melodii au fost disponibile digital. Primele trei albume de studio, împreună cu cel cu hiturile, sunt disponibile în SUA, unde s-a vândut peste 79.000 de melodii (conform Nielsen SoundScan) și peste 8.000 de albume.[11]

## Discuri single
| Anul                              | Single                         | Poziția maximă | Poziția maximă | Poziția maximă | Poziția maximă | Poziția maximă | Poziția maximă | Poziția maximă | Poziția maximă | Poziția maximă | Poziția maximă | Poziția maximă | Vânzări în Regatul Unit | Album                         |
| Anul                              | Single                         | UK             | IRL            | OLA            | EST            | POL            | ROM            | BUL            | CRO            | AUS            | EUR            | UWC            | Vânzări în Regatul Unit | Album                         |
| --------------------------------- | ------------------------------ | -------------- | -------------- | -------------- | -------------- | -------------- | -------------- | -------------- | -------------- | -------------- | -------------- | -------------- | ----------------------- | ----------------------------- |
| 2002                              | „Sound of the Underground”     | 1              | 1              | 10             | —              | 27             | 10             | —              | —              | 31             | 3              | 37             | 618.798                 | Sound of the Underground      |
| 2003                              | „No Good Advice”               | 2              | 2              | 23             | —              | 43             | 97             | —              | —              | 88             | 3              | —              | 122.508                 | Sound of the Underground      |
| 2003                              | „Life Got Cold”                | 3              | 2              | —              | —              | 32             | 78             | —              | —              | —              | 12             | —              | 84.700                  | Sound of the Underground      |
| 2003                              | „Jump”                         | 2              | 2              | 8              | —              | 16             | 97             | —              | —              | 23             | 8              | —              | +200.000                | Sound of the Underground      |
| 2004                              | „The Show”                     | 2              | 5              | —              | —              | 17             | 100            | —              | —              | 67             | 9              | —              | 89.937                  | What Will The Neighbours Say? |
| 2004                              | „Love Machine”                 | 2              | 9              | —              | —              | —              | 50             | —              | —              | —              | 8              | —              | 147.918                 | What Will The Neighbours Say? |
| 2004                              | „I'll Stand By You”            | 1              | 3              | —              | —              | 51             | 64             | —              | —              | —              | 17             | —              | 186.679                 | What Will The Neighbours Say? |
| 2005                              | „Wake Me Up”                   | 4              | 6              | —              | —              | 12             | 49             | —              | —              | —              | 31             | —              | 66.111                  | What Will The Neighbours Say? |
| 2005                              | „Long Hot Summer”              | 7              | 16             | —              | —              | —              | —              | —              | —              | —              | 40             | —              | 51.590                  | Chemistry                     |
| 2005                              | „Biology”                      | 4              | 7              | —              | —              | 66             | —              | —              | —              | —              | 25             | —              | 119.323                 | Chemistry                     |
| 2005                              | „See the Day”                  | 9              | 14             | —              | —              | 17             | —              | —              | —              | —              | 44             | —              | 62.447                  | Chemistry                     |
| 2006                              | „Whole Lotta History”          | 6              | 18             | —              | —              | —              | —              | —              | —              | —              | 41             | —              | 43.873                  | Chemistry                     |
| 2006                              | „Something Kinda Ooooh”[D]     | 3              | 7              | —              | —              | 37             | 95             | —              | 9              | —              | 26             | —              | 215.831                 | The Sound of Girls Aloud      |
| 2006                              | „I Think We're Alone Now”      | 4              | 11             | —              | 12             | 9              | 34             | —              | 9              | —              | 33             | —              | 74.326                  | The Sound of Girls Aloud      |
| 2007                              | „Walk This Way”                | 1              | 14             | —              | —              | 7              | 54             | —              | 10             | —              | 15             | —              | 118.844                 | Doar single                   |
| 2007                              | „Sexy! No No No...”            | 5              | 11             | —              | —              | —              | —              | —              | 23             | —              | 18             | —              | 95.904                  | Tangled Up                    |
| 2007                              | „Call The Shots”               | 3              | 9              | —              | 1              | 16             | 38             | 24             | 1              | —              | 16             | —              | 257.749                 | Tangled Up                    |
| 2008                              | „Can't Speak French”           | 9              | 12             | —              | 9              | —              | 79             | 31             | 7              | —              | 24             | —              | 159.542                 | Tangled Up                    |
| 2008                              | „The Promise”                  | 1              | 2              | —              | 6              | 22             | *              | 30             | 3              | —              | 14             | 27             | +400.000                | Out of Control                |
| 2009                              | „The Loving Kind”              | 10             | 16             | —              | 7              | —              | *              | 54             | 1              | —              | 30             | —              | +100.000                | Out of Control                |
| 2009                              | „Untouchable”                  | 11             | 19             | —              | —              | —              | *              | 42             | 7              | —              | 52             | —              | +80.000                 | Out of Control                |
| 2012                              | „Something New”                | 2              | 4              | —              | —              | 36             | *              | —              | —              | —              | —              | —              | +121.000                | Ten                           |
| 2012                              | „Beautiful 'Cause You Love Me” | 97             | 80             | —              | —              | —              | *              | —              | —              | —              | —              | —              | —                       | Ten                           |
| Alte cântece intrate în clasament |                                |                |                |                |                |                |                |                |                |                |                |                |                         |                               |
| 2008                              | „Theme To St Tridian's”[F]     | 51             | —              | —              | —              | —              | —              | —              | —              | —              | —              | —              | 10.000                  | Coloana sonoră: St Trinian's  |
| Clasări pe locul 1                | Clasări pe locul 1             | 4              | 1              | 0              | 0              | 0              | 0              | 0              | 2              | 1              | 0              | 0              | —                       | —                             |
| Cântece de top 10                 | Cântece de top 10              | 21             | 13             | 1              | 2              | 2              | 0              | 0              | 8              | 3              | 5              | 0              | —                       | —                             |
| Cântece de top 20                 | Cântece de top 20              | 21             | 21             | 7              | 2              | 1              | 0              | 0              | 9              | 3              | 11             | 0              | —                       | —                             |
| Total                             | Total                          | 21             | 21             | 13             | 3              | 14             | 3              | 4              | 9              | 4              | 20             | 2              | —                       | —                             |

Note
- * Clasamentul Romanian Top 100 a întâmpinat o serie de probleme tehnice în perioada în care discul single a fost lansat. Chiar dacă înregistrarea a beneficiat de difuzări din partea posturilor de radio din România, aceasta nu a înregistrat clasări în această ierarhie.
- D ^ Cântecul „Something Kinda Ooooh” intrat în clasamentul național din Portugalia, obținând poziția cu numărul 50.[36]
- F ^ Piesa „Theme To St Tridian's” nu a fost lansată ca single, dar a intrat în clasamentul UK Singles Chart cu ajutorul numărului mare de descărcări digitale înregistrate.[37]

## Certificate
| Albume - Sound of the Underground Regatul Unit: Disc de platină; - What Will The Neighbours Say? Irlanda: Dublu disc de platină; Regatul Unit: Disc de platină; - Chemistry Irlanda: Disc de platină; Regatul Unit: Disc de platină; | - The Sound of Girls Aloud Irlanda: Disc de platină; Regatul Unit: Triplu disc de platină; - Tangled Up Irlanda: Disc de aur; Regatul Unit: Disc de platină; - Out of Control Irlanda: Dublu disc de platină; Regatul Unit: Dublu disc de platină; |

| Discuri single - „Sound of the Underground” Regatul Unit: Disc de platină; - „Jump” Regatul Unit: Disc de argint; - „Something Kinda Ooooh” Regatul Unit: Disc de argint; | - „Call the Shots” Regatul Unit: Disc de argint; - „The Promise” Regatul Unit: Disc de aur; |

## Videoclipuri
| An   | Videoclip                  | Regizor                | Referință |
| ---- | -------------------------- | ---------------------- | --------- |
| 2002 | „Sound of the Underground” | Phil Griffin           | [ 39 ]    |
| 2003 | „No Good Advice”           | Phil Griffin           | [ 39 ]    |
| 2003 | „Life Got Cold”            | Phil Griffin           | [ 39 ]    |
| 2003 | „Jump”                     | Katie Bell             | [ 39 ]    |
| 2004 | „The Show”                 | Trudy Bellinger        | [ 40 ]    |
| 2004 | „Love Machine”             | Stuart Gosling         | [ 41 ]    |
| 2004 | „I'll Stand By You”        | Trudy Bellinger        | [ 40 ]    |
| 2005 | „Wake Me Up”               | Harvey & Carolyn       | [ 42 ]    |
| 2005 | „Long Hot Summer”          | Max & Dania            | [ 43 ]    |
| 2005 | „Biology”                  | Harvey & Carolyn       | [ 44 ]    |
| 2005 | „See the Day”              | Harvey & Carolyn       | [ 44 ]    |
| 2006 | „Whole Lotta History”      | Margaret Malandruccolo | [ 45 ]    |

| An   | Videoclip                      | Regizor          | Referință |
| ---- | ------------------------------ | ---------------- | --------- |
| 2006 | „Something Kinda Ooooh”        | Stuart Goslin    | [ 46 ]    |
| 2006 | „I Think We're Alone Now”      | Alex Hemming     | [ 47 ]    |
| 2007 | „Walk This Way”                | Trudy Bellinger  | [ 40 ]    |
| 2007 | „Sexy! No No No...”            | Trudy Bellinger  | [ 40 ]    |
| 2007 | „Call the Shots”               | Sean de Sparengo | [ 48 ]    |
| 2007 | „Theme To St Tridian's”        | Trudy Bellinger  | [ 40 ]    |
| 2008 | „Can't Speak French”           | Petro            | [ 49 ]    |
| 2008 | „The Promise”                  | Trudy Bellinger  | [ 40 ]    |
| 2008 | „The Loving Kind”              | Trudy Bellinger  | [ 40 ]    |
| 2009 | „Untouchable”                  | Marco Puig       | [ 53 ]    |
| 2012 | „Something New”                | Ray Kay          | [ 53 ]    |
| 2012 | „Beautiful 'Cause You Love Me” | Paul Caslin      |           |

## DVD-uri

### Albume video
| An   | DVD                                                                                                  | Note |
| ---- | --- | --- |
| 2003 | No Good Advice - Lansat pe data de: 12 mai 2003 - Casă de discuri: Polydor - Formate: DVD            | - Single pe DVD. - Include clipuri speciale de la filmările videoclipului „No Good Advice”. |
| 2005 | Girls on Film - Lansat pe data de: 13 iunie 2005 - Casă de discuri: Polydor Universal - Formate: DVD | - Include toate clipurile grupului de la „Sound of the Underground” până la „Wake Me Up”, interpretări live de la CD:UK, Popworld și Top of the Pops și de la emisiunea specială Girls Aloud – The Show. |
| 2007 | Style - Lansat pe data de: 12 noiembrie 2007 - Casă de discuri: Polydor Universal - Formate: DVD     | - Formația vorbește despre stilul său vestimentar. - Include toate clipurile grupului de la „Sound of the Underground” până la „Sexy! No No No...”.                                                      |

### Concerte și interpretări live
| An   | DVD | Note |
| ---- | --- | --- |
| 2005 | What Will the Neighbours Say? Live - Lansat pe data de: 7 noiembrie 2005 - Casă de discuri: Polydor Universal - Formate: DVD             | - Înregistrarea concertului susținut pe scena Hammersmith Apollo din cadrul turneului de promovare What Will the Neighbours Say? Tour. - Include videoclipul cântecului „Long Hot Summer”. |
| 2006 | Greatest Hits Live - Lansat pe data de: 28 august 2006 - Casă de discuri: Polydor Universal - Formate: DVD                               | - Înregistrarea concertului susținut pe scena Wembley Arena din cadrul turneului de promovare Chemistry Tour. - Include videoclipurile cântecelor „Biology”, „See the Day” și „Whole Lotta History”. |
| 2008 | Tangled Up Tour - Lansat pe data de: 27 octombrie 2007 - Casă de discuri: Polydor Universal - Formate: DVD, Blu-ray                      | - Înregistrarea concertului susținut pe scena The O2 arena din cadrul turneului de promovare Tangled Up Tour. - Include videoclipurile cântecelor „Sexy! No No No...”, „Call the Shots” și „Can't Speak French”. |
| 2009 | Out of Control Live from The O2 2009 - Lansat pe data de: 5 octombrie 2009 - Casă de discuri: Polydor, Universal - Formate: DVD, Blu-ray | - Înregistrarea concertului susținut pe scena The O2 arena din cadrul turneului de promovare Out of Control Tour, concertul din 24 martie 2009. - Sunt incluse: videoclipurile cântecelor „The Promise”, „The Loving Kind” și „Untouchable” - Interviuri cu fiecare membră - Certificat cu disc de aur de British Phonographic Industry |
| 2012 | Ten – The Videos - Lansat pe data de: 26 noiembrie 2012 - Casă de discuri: Polydor, Universal - Formate: DVD                             | - Este compus din 15 videoclipuri ale cântecelor din albumul Ten |

### Alte apariții pe DVD
Componentele grupului au mai apărut pe alte trei DVD-uri.
| An   | DVD | Note |
| ---- | --- | --- |
| 2002 | Popstars: The Rivals - Lansat pe data de: 7 decembrie 2002 - Studio: 2 Entertain - Formate: DVD                       | - Cele mai reușite interpretări din cadrul emisiunii televizate Popstars: The Rivals.                                                                                      |
| 2006 | Girls Aloud: Off the Record - Lansat pe data de: 28 august 2006 - Studio: Channel 4 / Universal - Formate: DVD        | - Conține cele șase episoade ale documentarului pentru televiziune Girls Aloud: Off the Record redat pe postul de televiziune E4, în perioada 11 aprilie — 16 mai 2006.    |
| 2008 | Ghost Hunting with Girls Aloud - Lansat pe data de: 6 octombrie 2008 - Studio: Antix Productions / ITV - Formate: DVD | - Episodul din emisiunea Ghost Hunting with... difuzată pe postul de televiziune ITV2 pe data de 12 decembrie 2006, care include patru din cele cinci membre ale grupului. |

## Alte apariții notabile
| An   | Cântec                          | Album/Disc single                    | Note |
| ---- | ------------------------------- | ------------------------------------ | --- |
| 2003 | „Hopelessly Devoted to You”     | Greasemania                          | - Înregistrat inițial de Olivia Newton-John.                                                                       |
| 2003 | „Grease” (Remix de Beatmasters) | Greasemania                          | - Înregistrat inițial de Frankie Valli.                                                                            |
| 2004 | „I'm Every Woman”               | Discomania                           | - Înregistrat inițial de Chaka Khan.                                                                               |
| 2006 | „Love Machine”                  | Popjustice: 100% Solid Pop Music     | - Versiune demonstrative.                                                                                          |
| 2006 | „Biology”                       | Popjustice: 100% Solid Pop Music     | - Remix de Tony Lamezma.                                                                                           |
| 2007 | „Walk This Way”                 | „Walk This Way” – Disc single        | - Înregistrat alături de formația Sugababes pentru Comic Relief. - Înregistrat inițial de Run-D.M.C. și Aerosmith. |
| 2007 | „Teenage Dirtbag”               | Radio 1 Established 1967             | - Înregistrat inițial de Wheatus.                                                                                  |
| 2007 | „Sound and Vision”              | Radio 1 Established 1967             | - Înregistrat inițial de David Bowie. - Interpretare alături de Franz Ferdinand.                                   |
| 2007 | „Theme To St Tridian's”         | Coloana sonoră: St Trinian's         | - Înregistrate pentru coloana sonoră a filmului St Trinian's.                                                      |
| 2007 | „On My Way to Satisfaction”     | Coloana sonoră: St Trinian's         | - Înregistrate pentru coloana sonoră a filmului St Trinian's.                                                      |
| 2008 | „With Every Heartbeat”          | Radio 1's Live Lounge – Volume 3     | - Înregistrat inițial de Robyn.                                                                                    |
| 2009 | „I Predict a Riot”              | St. Trinians II: Original Soundtrack | - Preluat din gagul de pe Wembley Arena din Turneul Chemistry 2006                                                 |